# Казета (Гросето)
Казета је насеље у Италији у округу Гросето, региону Тоскана.
Према процени из 2011. у насељу је живело 28 становника. Насеље се налази на надморској висини од 544 м.